# Довичович, Юрай
Юра́й Дови́чович (словац. Juraj Dovičovič; 27 мая 1980, Нитра) — словацкий футболист, полузащитник. Выступал за сборную Словакии.

## Карьера

### Клубная
Свою карьеру начал в молодёжной команде «Нитры». В сезонах 1998/99 и 1999/2000 играл за основной состав в чемпионате Словакии. В июле 2000 года словака пригласил московский «Локомотив». За «железнодорожников» он дебютировал 1 октября, в матче 26-го тура против «Зенита». Юрай вышел в основном составе и на 57-й минуте был заменён на Владимира Маминова. Второй матч провёл в следующем туре, после чего больше в первой команде не появлялся. В 2000 году также играл за «Локомотив-2», затем в 2001 и 2002 выступал в турнире дублёров. В 2002 году покинул «Локо» и перешёл в «Дубницу». 2004 год провёл в аренде в шведском «Юргордене». С этим клубом выиграл Кубок Швеции. С 2006 по 2008 год играл в «Ружомбероке», а сезон-2007 провёл в аренде в «Залаэгерсеге». В 2009 году играл за австрийский любительский клуб «Абсдорф», после чего завершил карьеру.

### В сборной
За национальную сборную Словакии сыграл два матча в 2004 году.

## Достижения
«Юргорден»
- Обладатель Кубка Швеции: 2004

 «Ружомберок»
- Обладатель Кубка Словакии: 2005/06
- Чемпион Словакии: 2006